# مارغريت فيشر
مارغريت فيشر (بالإنجليزية: Margaret Fisher)‏ هي ناشطة حق المرأة بالتصويت ‏ أسترالية، ولدت في 1874 في Nanango ‏ في أستراليا، وتوفيت في 15 يونيو 1958 في ملبورن في أستراليا.